# Bathylagoides argyrogaster
Bathylagoides argyrogaster är en fiskart som först beskrevs av Norman, 1930.  Bathylagoides argyrogaster ingår i släktet Bathylagoides och familjen Bathylagidae. Inga underarter finns listade.